# Fallout: Equestria
Fallout: Equestria — постапокаліптичний фанфік-роман, заснований на серії ігор Fallout і мультсеріалі My Little Pony: Friendship is Magic. Вперше опублікований у 12 квітня 2011 року користувачем під псевдонімом Kkat. Твір поділено на п'ять томів, що сумарно становлять понад 620 000 слів на більш ніж 2 000 сторінок. Роман було опубліковано як електронну книгу, аудіокнигу, а також обмежений тираж фізичних примірників англійською. Роман вважається одним із найпопулярніших фанатських творів My Little Pony: Friendship Is Magic, чим навіть породив власний всесвіт зі своїми прихильниками та їх творами.

## Синопсис
Фанфік є фанатським кросовером, заснованим на відеоігровій франшизі Fallout і мультсеріалі My Little Pony: Friendship Is Magic. Fallout: Equestria занурює чарівних поні з всесвіту Friendship Is Magic у постапокаліптичні реалії зі світу Fallout. У романі Еквестрія вступає у війну за ресурси з Імперією Зебр. В результаті конфлікту обидва континенти перетворились на випалені магічним полум'ям пустища, наповненими мутантами. Ті, хто вижив, живуть у підземних сховищах, які називаються «Стайнями». Всесвіт роману поєднує різні елементи кіберпанку, атомпанку та ретрофутуризму з фентезі елементами Friendship Is Magic. Наявність насильницького та дорослого вмісту сприяє похмурішій атмосфері, ніж оригінальний світ Friendship Is Magic.

## Сприйняття та вплив
Роман вважається головним наріжним каменем фанатів My Little Pony: Friendship Is Magic через його масштаб і популярність. Це знайшло своє відображення у величезній кількості фанатських робіт, які були створені з 2012 року, включаючи музику, фан-арт і неканонічні спін-оффи або побічні історії. В розробці знаходиться фанатська відеогра на основі роману. Розробку очолює The Overmare Studios, а проєкт має назву Ashes of Equestria. Спочатку він вважався модом, але згодом став окремим проєктом. Він використовує модифіковану версію ігрового рушія Unity ; однак, виникла певна плутанина щодо нього, оскільки він виглядає схожим на рушій Gamebryo, який використовується для Fallout 3, гри, розробленої Bethesda Game Studios. Закарі Д. Палмер у статті для журналу Men and Masculinities обговорював фандом навколо роману як віддушину для чоловіків-фанатів «Мого маленького поні» для поєднання традиційно чоловічих інтересів, таких як зброя та шутери від першої особи, з більш традиційно жіночим вмістом оригінальної серії.
Fallout: Equestria стала темою Trotcon 2017, зустрічі фанатів My Little Pony у Колумбусі, штат Огайо. Станом на 2012 рік роман було перекладено сімома мовами та надихнув на створення багатьох фанатських продовжень. Попри популярність Fallout: Equestria, автор роману залишився анонімним, вирішивши не розкривати свого справжнього імені чи статі.